# إذاعة صفاقس
إذاعة صفاقس إذاعة تونسية تم إنشاؤها في 8 ديسمبر 1961. ناطقة باللغة العربية وتغطى منطقة صفاقس وبعض مناطق الوسط والجنوب الشرقي التونسي.
يتكون مقرها الكائن بمدينة صفاقس من 7 استوديوهات ويعمل فيها حوالي 150 شخصا.

## المسيرة الاعلامية لإذاعة صفاقس
- 8 ديسمبر1961انطلاق البث من استوديو وحيد بالمسرح البلدي 3ساعات يوميا.
- 2 أفريــل 1963 انتقال الإذاعة إلى مقر الإذاعة القديم إدارة البريد سابقاً.
- 20 مارس 1968 تركيز محطة الإرسال بسيدي منصور.
- 1 نوفمبـر 1973 تركيــب تجهيزات حديثة باستوديو البث.
- 15 جوان1977 تأسيس نادي اذاعة صفاقس.
- 18 جانفـي 1983 تدشين المقر الجديد والحالي للإذاعة.
- 15 جوان1988انطلاق اذاعة الشباب بشكل مستقل عن البرنامج العام.
- 17 ديسمبر 1989 تدشين التجهيزات الجديدة لوحدة الإنتاج التلفزي .
- 7 نوفمبر 1996 إضافة جناح جديد يحتوي خاصة على استوديو عصري للبث.
- 11 مارس1998الارتباط بشبكة الانترنيت.
- 7 نوفمبر 1998 الشروع في البث على موجة التضمين الترددي ا/ ف /م.
- 7 نوفمبر 2000 تركيز وحدة تكوين بالاعلامية.
- 11اكتوبر2001 تدعيم وحدة الإنتاج التلفزي بحافلة رقمية جديدة.1نوفمبر2001 توسيع البث على موجة التضمين الترددي ا/ف/م.
- 9 ماى 2003 تركيز قاعة فنية جديدة تعتمد منظومة الاعلامية.
- 1أفريل 2005 الارتباط بشبكة الانترنيت.
- 12 ماي 2006 تركيز خلية جديدة للطاقة (الضغط المتوسط).
- 7 نوفمبر2009 بدأ البث المباشر على شبكة الانترنيت على موقع الإذاعة التونسية.

## مقالات ذات صلة
- قائمة إذاعات الراديو التونسية

## وصلات خارجية
الموقع الرسمي للإذاعة